# Gelidocalamus latifolius
Gelidocalamus latifolius là một loài thực vật có hoa trong họ Hòa thảo. Loài này được Q.H.Dai & T.Chen mô tả khoa học đầu tiên năm 1985.